# Colette Cusset
Colette Cusset (28 de junio de 1944) es una profesora, y botánica francesa. Ha desarrollado su actividad científica en el "Laboratorio de Fanerógamas", Museo Nacional de Historia Natural de Francia.
Como exploradora describió, en África, dos nuevos monotipos: Djinga, Zehnderia; y 18 nuevas especies de los géneros ya conocidos. Por otra parte, reordenó y renombró adicionalmente 35 especies de ese continente.

## Algunas publicaciones

### Libros
- 1970. Contribution à l'étude des Hydrostachyaceae. 394 p.

- La abreviatura «C.Cusset» se emplea para indicar a Colette Cusset como autoridad en la descripción y clasificación científica de los vegetales.[2]